# Vùng đặc biệt Yogyakarta
Vùng đặc biệt Yogyakarta (tiếng Indonesia: Daerah Istimewa Yogyakarta, hay DIY), trên thực tế là một tiểu vương quốc Hồi giáo, DIY là "đặc khu đặc biệt" ngang cấp tỉnh của Indonesia nằm trên đảo Java. Đây cũng là cấp hành chính ngang tỉnh duy nhất ở Indonesia vẫn còn được quản lý bởi gia đình hoàng tộc, do Sultan Hamengkubuwono X cai trị kiêm Thống đốc. Yogyakarta thường được phát âm là Jogjakarta (IPA /ʤogʤəkartə/). Thành phố Yogyakarta là thủ đô của vương quốc này.
Pakualaman - một tiểu quốc Hồi giáo khác nhỏ hơn nằm trong lòng lãnh thổ đặc biệt này.

## Địa lý
Vùng đặc biệt Yogyakarta (hay Tiểu vương quốc Hồi giáo Yogyakarta) tọa lạc tại Nam-Trung của đảo Java. Vương quốc này được bao bọc bởi tỉnh Trung Java (Jawa Tengah) ở cả ba mặt Bắc, Đông, Tây và Ấn Độ Dương về phía Nam. Tọa độ địa lý 7°47′N 110°22′Đ / 7,783°N 110,367°Đ.
Dân số năm 2003 ước khoảng 3 triệu người. Diện tích của vương quốc là 3.185,80 km². Yogyakarta là đơn vị hành chính cấp tỉnh có diện tích bé thứ 2 ở Indonesia, sau Vùng thủ đô Jakarta. Tuy nhiên, vương quốc này có mật độ dân số thuộc nhóm cao nhất tại Indonesia, ngang với tỉnh Trung Java.

## Lịch sử của Yogyakarta

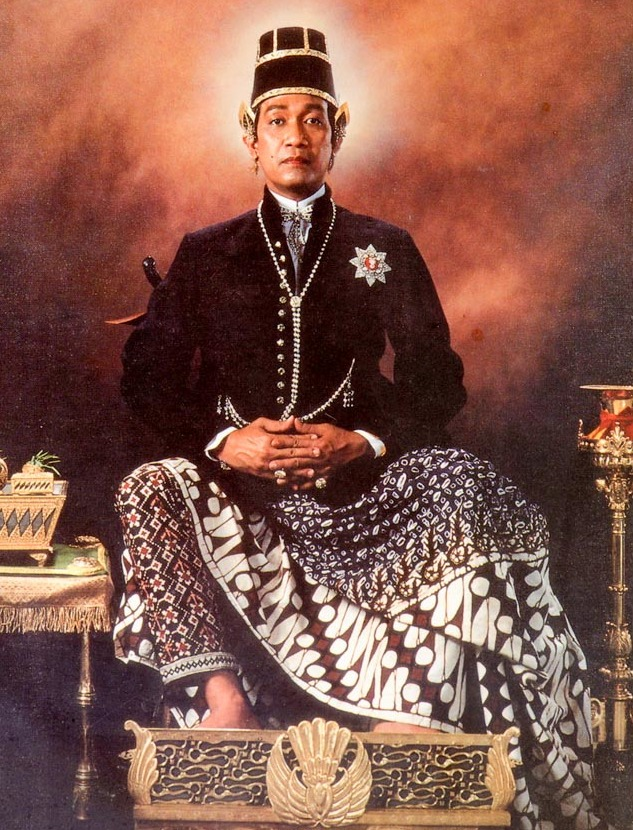
Hamengkubuwono X - quốc vương hiện tại của Yogyakarta

Yogyakarta vốn đã là một vương quốc Hồi giáo độc lập trước khi người Hà Lan xâm lược toàn bộ quần đảo Indonesia, khi quần đảo còn gồm rất nhiều các quốc gia riêng rẽ.
Yogyakarta đóng vai trò quan trọng, gia đình hoàng gia Yogyakarta đã có những đóng góp đặc biệt trong lịch sử đấu tranh giành độc lập của Indonesia. Do đó, vùng này được cấp trạng thái lãnh thổ đặc biệt, gia đình hoàng gia do Sultan Hamengkubuwono IX được quyền tiếp tục tại vị và duy trì vương quốc trong lòng Indonesia.
Sultan cũng đóng vai trò là thống đốc của cả vùng và duy trì quyền lực này cha truyền con nối.

### Người kế vị tiểu vương quốc Hồi giáo Yogyakarta

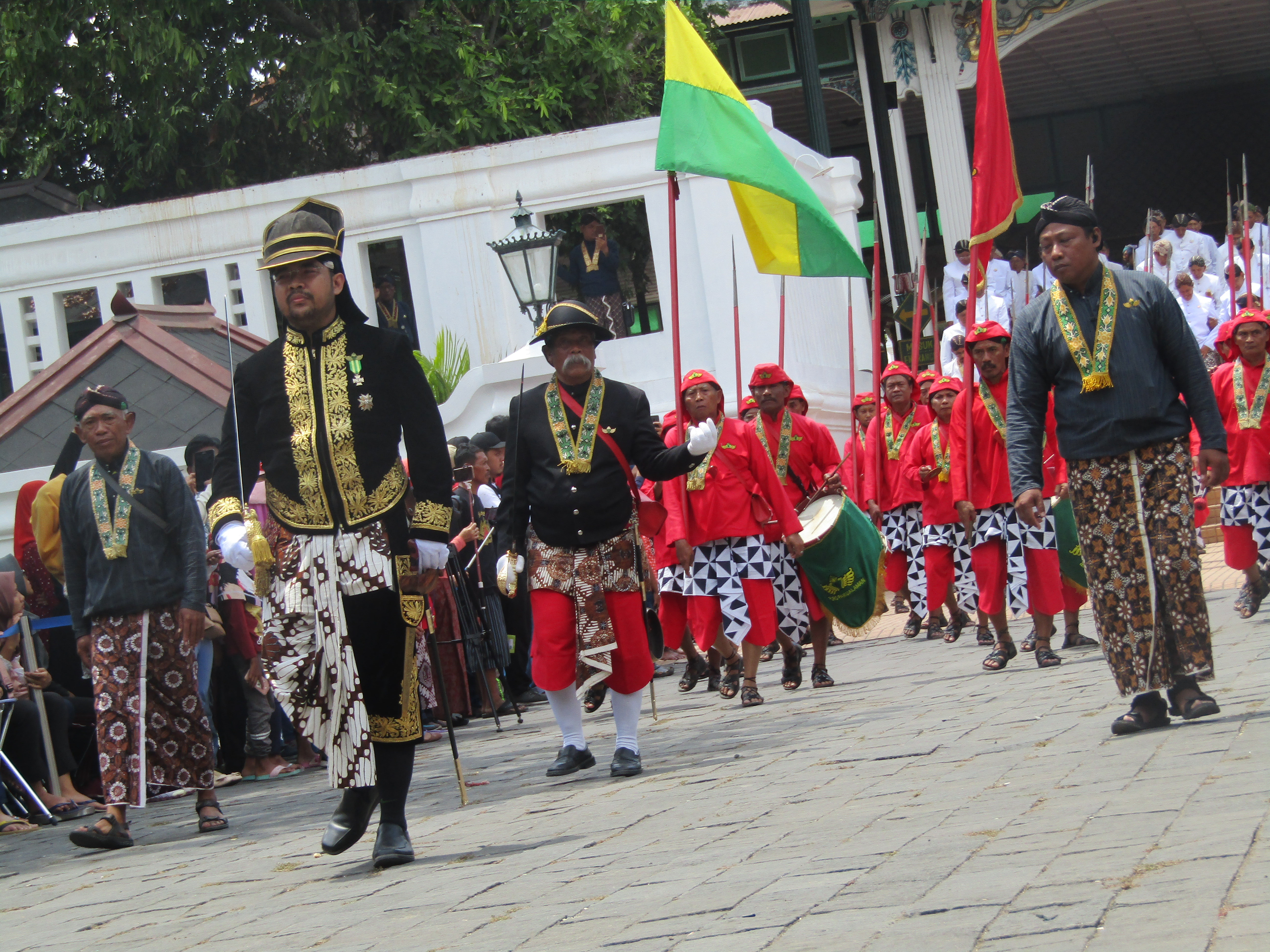
Những người lính của tiểu vương quốc Pakualaman - tiểu quốc nằm trong Yogyakarta

Do quốc vương hiện tại Hamengkubuwono X không có con trai, nên công chúa Mangkubumi có thể sẽ lên kế vị. Tuy nhiên việc công chúa được truyền ngôi gây ra nhiều phản ứng trái chiều trong hoàng tộc. Rất có thể việc chuyển giao quyền lực sẽ cần đến sự can thiệp của quân đội Indonesia.

## Hoàng tử Pakualaman - Tiểu quốc Pakualaman
Pakualaman là một tiểu vương quốc khác nhỏ hơn nằm trọn trong lòng của Yogyakarta, đứng đầu bởi một hoàng tử.
Hoàng tử Pakualaman giữ vai trò phó Thống đốc của đặc khu Yogyakarta, trong khi vua của Yogyakarta làm Thống đốc. Pakualaman cũng theo chế độ quân chủ thế tập. Hoàng tử cai trị hiện tại là Paku Alam X.

## Các đơn vị hành chính
Vùng đặc biệt Yogyakarta được chia ra 4 huyện (kabupaten) và một thành phố (kota):
- Bantul Regency (506,86 km²)
- Gunung Kidul Regency (1.485,36 km²)
- Kulon Progo Regency (586.27 km²)
- Sleman Regency (574.82 km²)
- Thành phố Yogyakarta (32,5 km²)

Ngoài ra tiểu vương quốc Pakualaman là một vùng tự trị nằm trong lãnh thổ của Yogyakarta.

## Thành phố Yogyakarta
Thành phố Yogyakarta là trung tâm, thủ đô của tiểu vương quốc Hồi giáo Yogyakarta. Thành phố mang đậm phong cách mỹ thuật cổ điển và văn hóa Java với: batik, ballet, kịch, nhạc, thơ và múa rối. Đây cũng là một trung tâm giáo dục bậc cao của cả Indonesia. Trung tâm Yogyakarta là kraton - hay cung điện của Sultan và gia đình hoàng tộc. Thành phố có kiến trúc vươn ra toàn bộ các hướng, vùng đô thị lõi hiện đại của thành phố hiện nay nằm về phía bắc.

### Động đất năm 2006
Tiểu vương quốc Hồi giáo Yogyakarta từng bị ảnh hưởng bởi trận động đất mạnh 6,3 độ ngày 27/5/2006, giết chết 5782 người và làm bị thương 36.299 người tại đây. Ước tính có hơn 135.000 ngôi nhà bị hư hại, 600.000 người mất nhà cửa.

## Giao thông
Yogyakarta có một sân bay là sân bay quốc tế Adisucipto.

## Thành phố kết nghĩa
- Kyoto, Nhật Bản[2].
- California, Mỹ.[3]